# Emily Richard
Emily Richard (* 25. Januar 1948 in London als Anne Richards, bürgerlich Emily Petherbridge; † 2. Oktober 2024 in Lewes, East Sussex) war eine britische Schauspielerin und Mitglied der Royal Shakespeare Company.

## Frühes Leben
Anne Richards wurde als zweite von drei Töchtern des Handelsmarine-Kapitäns Ronald Richards und seiner Frau Nancy (geb. Brooks), einer Modeberaterin, geboren und wuchs im Norden Londons auf. Sie besuchte zunächst die Channing School in Highgate und verbrachte anschließend eine kurze Zeit an einer Sekretärinnenschule. Im Alter von 18 Jahren begann sie 1966 ihre Ausbildung an der Webber Douglas Academy of Dramatic Art in London. Bereits nach einem Jahr wurde ihr jedoch nahegelegt, die Schauspielschule zu verlassen, da sie angeblich „zu schüchtern für die Bühne“ sei.
Trotz dieser frühen Ablehnung gab Anne Richards nicht auf. Sie arbeitete zunächst als Programmheftverkäuferin in den Theatern des Londoner West End. Nachdem es ihr gelungen war, einen Agenten zu finden, erhielt sie 1968 ihre erste professionelle Rolle als „Mole“ in einer Theaterproduktion des Stücks Toad of Toad Hall von A. A. Milne. Mit diesem Engagement verdiente sie sich ihre Equity Card und nahm den Künstlernamen Emily Richard an.

## Theater
Als Mitglied der BBC Radio Repertory Company arbeitete Richard umfangreich für das Radio und spielte einmal die Rolle der Tess in Tess of the d'Urbervilles in diesem Medium.
1971 trat Richard im Apollo Theatre in Charleys Tante mit Tom Courtenay auf. 1978 war sie in Tschechows Drei Schwestern und Shakespeares Was ihr wollt auf einer kleinen britischen Tournee für die Royal Shakespeare Company mit Ian McKellen, Edward Petherbridge, Roger Rees, Rose Hill und Bob Peck zu sehen.
Für die Royal Shakespeare Company spielte Richard im April 1980 in Tschechows Drei Schwestern im Donmar Warehouse mit Roger Rees, Edward Petherbridge, Bob Peck und Timothy Spall. Im November 1980 verkörperte sie Kate Nickleby in The Life and Adventures of Nicholas Nickleby im Aldwych Theatre, einer epischen achtstündigen Bühnenaufführung von Charles Dickens’ Novelle Nicholas Nickleby, gemeinsam mit Roger Rees, Timothy Spall, John Woodvine, Edward Petherbridge, Ben Kingsley, Fulton Mackay, David Threlfall, Bob Peck, Rose Hill und Christopher Benjamin.
Im Juni 1981 spielte sie erneut die Kate Nickleby in The Life and Adventures of Nicholas Nickleby für die Royal Shakespeare Company an der Seite von Alun Armstrong und Ian McNeice, nachdem Ben Kingsley and Timothy Spall die Produktion verlassen hatten. Diese Version wurde 1982 von Channel 4 verfilmt und im November 1982 in vier zweistündigen Episoden an vier aufeinanderfolgenden Abenden ausgestrahlt. Während der vierzehnwöchigen Laufzeit des Stücks trat Richard am Plymouth Theatre am Broadway auf, das am 22. September 1981 eröffnet wurde. 
1982 war sie im Open Air Theatre im Regent’s Park in London in Shaws The Admirable Bashville und The Dark Lady of the Sonnets sowie in Shakespeares Ein Sommernachtstraum und Der Widerspenstigen Zähmung zu sehen. Ebenfalls 1982 spielte Richard in Shakespeares Was ihr wollt im Donmar Warehouse in London mit Ian McKellen, Edward Petherbridge und Edward Hardwicke.
Für die Royal Shakespeare Company trat Richard 1984 zusammen mit Kenneth Branagh, Roger Rees, Edward Petherbridge, Frances Barber und Frank Middlemass in Shakespeares Verlorene Liebesmüh im Royal Shakespeare Theatre in Stratford-upon-Avon auf. 1993 war sie mit Derek Jacobi und Cheryl Campbell in einer Produktion von Macbeth am Barbican Theatre zu sehen.

## Filmografie
- 1969: Armchair Theatre
- 1973: Emmerdale
- 1974: Father Brown
- 1976: The Glittering Prizes
- 1976: Lorna Doone
- 1978–1980: Enemy at the Door
- 1982: Angels
- 1982: The Life and Adventures of Nicholas Nickleby
- 1983: The Cleopatras
- 1983: The Dark Side of the Sun (1983)
- 1985: Oscar (als Constance Wilde) (1985)
- 1987: Hänsel und Gretel
- 1987: Das Reich der Sonne (1987)
- 1996: Casualty
- 1997: Wycliffe

## Privates und Tod
Richard war mit dem Schauspieler Edward Petherbridge verheiratet, mit dem sie zusammen in Nicholas Nickleby für die Royal Shakespeare Company (1980), in Peter Wimseys Stück Busman’s Honeymoon (1988) sowie in Pomp and Circumstance auftrat. Sie hatten zwei Kinder.
Emily Richard starb am 2. Oktober 2024 im Alter von 76 Jahren in Lewes.